# White River (Mississippi River)
Der White River (englisch für „Weißer Fluss“) ist ein 1162 km langer Nebenfluss des Mississippi River, der die US-Bundesstaaten Arkansas und Missouri durchfließt.

## Lauf
Die Quelle des White River liegt in den Boston Mountains im Nordwesten von Arkansas, im Ozark-St. Francis National Forest südöstlich von Fayetteville. Die oberen Abschnitte des Flusses sind schnellfließend, kalt und klar und deswegen für ihre Forellen bekannt. Von der Quelle an fließt der Fluss zunächst nordwärts in den Nordwesten von Arkansas. Er kehrt dann über einen Bogen durch den Südwesten Missouris bei Branson nach Arkansas und folgt dann bis zu seiner Mündung in den Mississippi River einem südöstlichen Kurs.
Die Städte Batesville und Newport liegen an seinem Ufer.
Nachdem der Fluss in der Nähe von Batesville in das Tal des Mississippi River gelangt ist, wird der Fluss für Flachwasserschiffe schiffbar, und seine Fließgeschwindigkeit nimmt erkennbar ab. Auf den letzten etwa 15 Kilometern bis zur Mündung stellt der Fluss den Schlussabschnitt des McClellan-Kerr Arkansas River Navigation Systems dar; dieser Kanalabschnitt ist tiefer als der Rest des Flusses.
Die mittlere Wasserführung beträgt 741 m³/s, bei Hochwasser sind 3721 m³/s gemessen worden.

## Ausbau des Flusses
Ein Plan, den Fluss oberhalb des McClellan-Kerr-Segments zu vertiefen und damit schiffbar zu machen, wird kontrovers diskutiert und seitens vieler Bewohner von Arkansas abgelehnt. Der Unterlauf des Flusses ist Heimat vieler Wildtiere, zu denen Bären, Fasane, Singvögel und mehr als 160 Fischarten gehören. Im Unterlauf des Flusses überwintern Stockenten. Befürchtungen, dass ein Ausweiten der Schiffbarkeit die Ökostruktur des Flusses schädigt und den Tourismus negativ beeinflusst, stehen wirtschaftliche Hoffnungen entgegen.
Lake Taneycomo entstand 1913, als die Empire District Electric Company südlich von Forsyth einen Staudamm baute. Beaver Lake, Bull Shoals Lake und Table Rock Lake sind Wasserspeicher, die durch das U.S. Army Corps of Engineers aufgrund des Flood Control Act von 1938 gebaut wurden. Insgesamt acht Staudämme bändigen den Oberlauf des White Rivers, sechs davon in Arkansas und zwei in Missouri. Am Unterlauf liegt das White River National Wildlife Refuge.

## Nebenflüsse
Zu den Nebenflüssen des White River gehören Cache River, Bayou des Arc, Little Red River, Black River, North Fork River, Buffalo River, James River und Roaring River.